# Gysbert Japiks
Gysbert Japicx (Boalsert, Frisia 1603-1666) escritor en frisón. 
Admiraba a Horacio y a Ovidio y fue defensor de la memmentael (lengua materna) que conseguiría elevar el frisón a lengua literaria. Su obra poética fue regogida en Fryske rijmlerye (1688) y Friessche tjerne (1640).
- Datos: Q562144
- Multimedia: Gysbert Japicx / Q562144